# Inglewood-Finn Hill
Inglewood-Finn Hill é uma Região censo-designada localizada no estado norte-americano de Washington, no Condado de King.

## Demografia
Segundo o censo norte-americano de 2000, a sua população era de 22.661 habitantes.

## Geografia
De acordo com o United States Census Bureau tem uma área de 20,7 km², dos quais 15,0 km² cobertos por terra e 5,7 km² cobertos por água.

## Localidades na vizinhança
O diagrama seguinte representa as localidades num raio de 8 km ao redor de Inglewood-Finn Hill.